# Apoksyomenos (posąg z Malego Lošinja)
Apoksyomenos (chorw. Apoksiomen) – starożytna rzeźba grecka, datowana na I wiek p.n.e.–II wiek n.e., wykonana w brązie, odnaleziona przypadkowo w morzu w pobliżu chorwackiej miejscowości Mali Lošinj w 1996.
Prace konserwatorskie przeprowadzone przez międzynarodowy zespół zostały nagrodzone w 2006 przez Unię Europejską medalem Europa Nostra za opiekę nad dziedzictwem kulturowym.

## Historia
Apoksyomenosa, leżącego na dnie morza na głębokości 45 m p.p.m. w pobliżu wyspy Vele Orjule na Adriatyku, odnalazł w 1996 turysta z Belgii René Wouters, amator nurkowania. Jesienią 1998 w towarzystwie belgijskiego ambasadora zgłosił swoje odkrycie władzom chorwackim, wziął też udział w akcji podniesienia posągu. Rzeźbę wydobyto 27 kwietnia 1999, wcześniej utrzymując informację o znalezisku w sekrecie, w obawie przed szabrownikami. Posąg, wydobyty ze słonej wody morskiej, został poddany procesowi odsolenia oraz pracom restauracyjnym w Zagrzebiu. Pracami kierował prof. Giuliano Tordi z Florencji, współpracujący z naukowcami chorwackimi. Następnie rzeźbę prezentowano na specjalnych wystawach w Chorwacji i we Włoszech w latach 2006–2007. W 2012–2013 przez trzy miesiące wystawiana była w Luwrze. W piasku na dnie morza odnaleziono również podstawę posągu. W Malim Lošinju otwarto 30 kwietnia 2016 specjalne muzeum, w którym statua ta prezentowana jest w stałej ekspozycji.

## Opis
Rzeźba przedstawia nagiego młodego mężczyznę, atletę oczyszczającego swoje ciało za pomocą skrobaczki (strygili). Uczestnicy ćwiczeń i zmagań czyścili nim ciało z oliwy i pyłu. Chorwacki Apoksyomenos, w odróżnieniu od przedstawienia przypisywanego Lizypowi, znanego z kopii znajdującej się w zbiorach Muzeów Watykańskich, nie czyści tym narzędziem podniesionego przedramienia, lecz samą trzymaną w dłoni skrobaczkę (gr. στλεγγίς). Gest ten znany jest z posągu Apoksyomenosa odnalezionego w 1896 w Efezie, eksponowanego w ekspozycji efeskiej wiedeńskiego Kunsthistorisches Museum. Oryginalna podstawa posągu ozdobiona jest kwadratowymi ornamentami i swastykami. Wargi i sutki wykonane zostały z miedzi.
Zdaniem włoskiego historyka sztuki Paola Moreno chorwacki Apoksyomenos wpisuje się w szereg kopii zależnych od pierwowzoru autorstwa rzeźbiarza Dedala z Sykionu, wywodzącego się ze szkoły polikletejskiej.

## Galeria

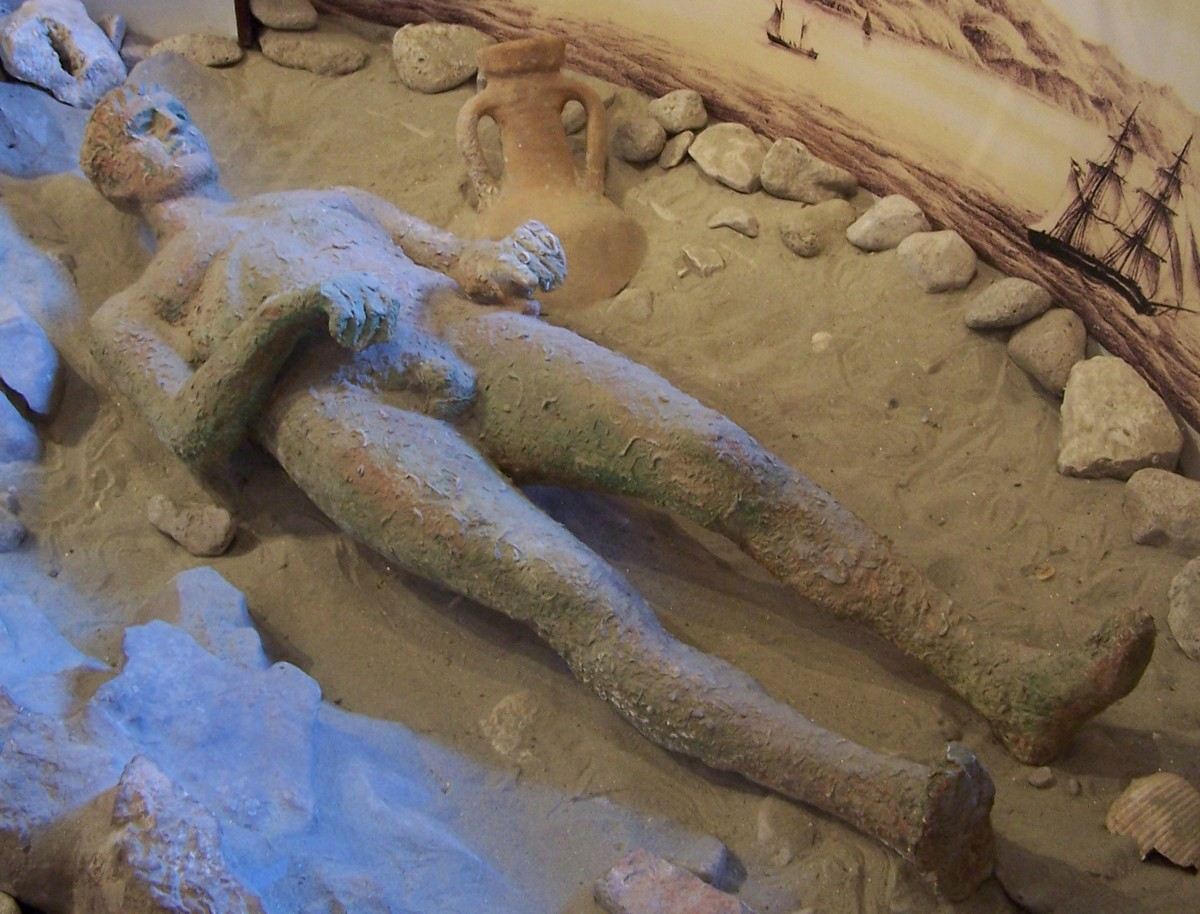
Model stanu posągu przed wyłowieniem
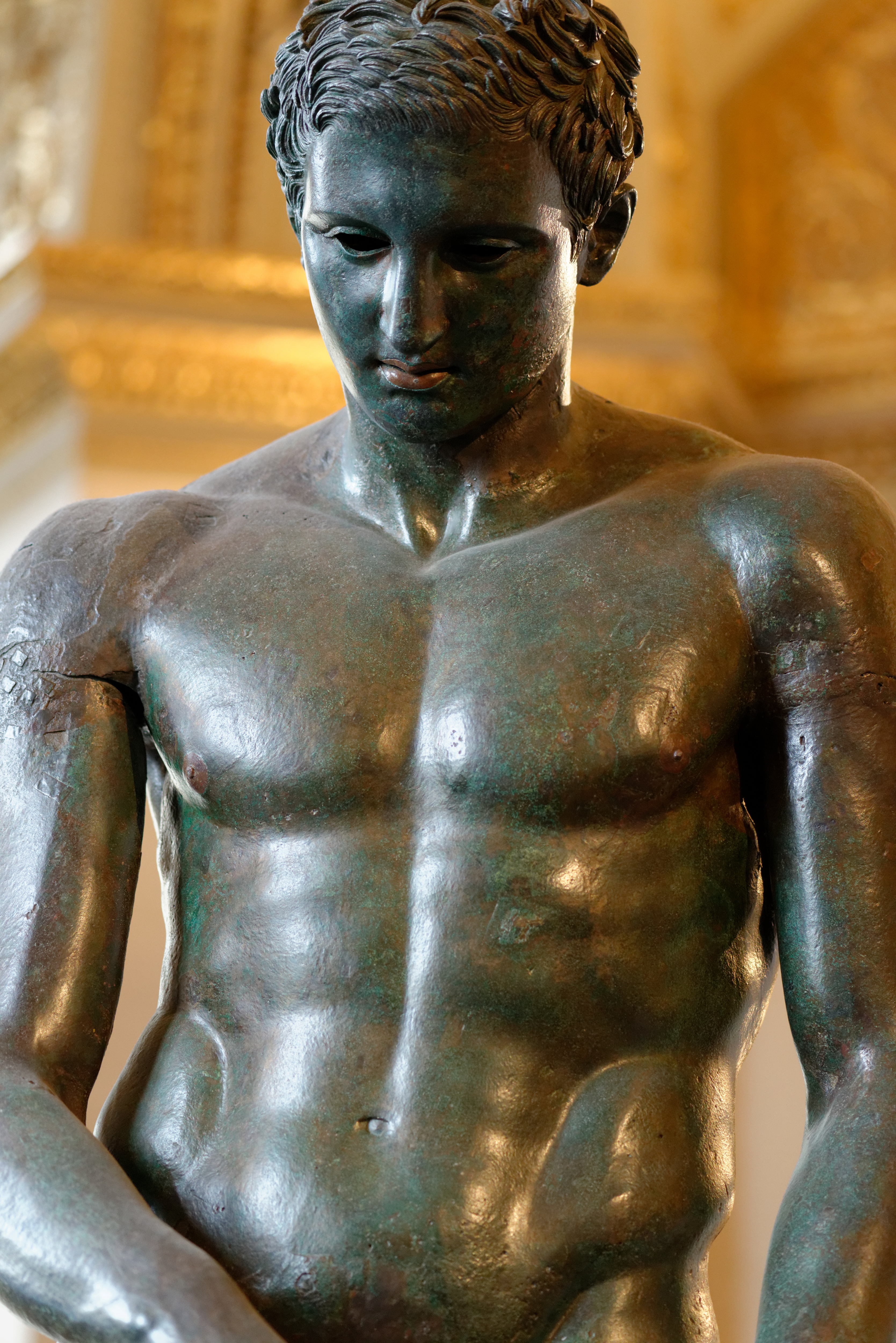
Tors i głowa
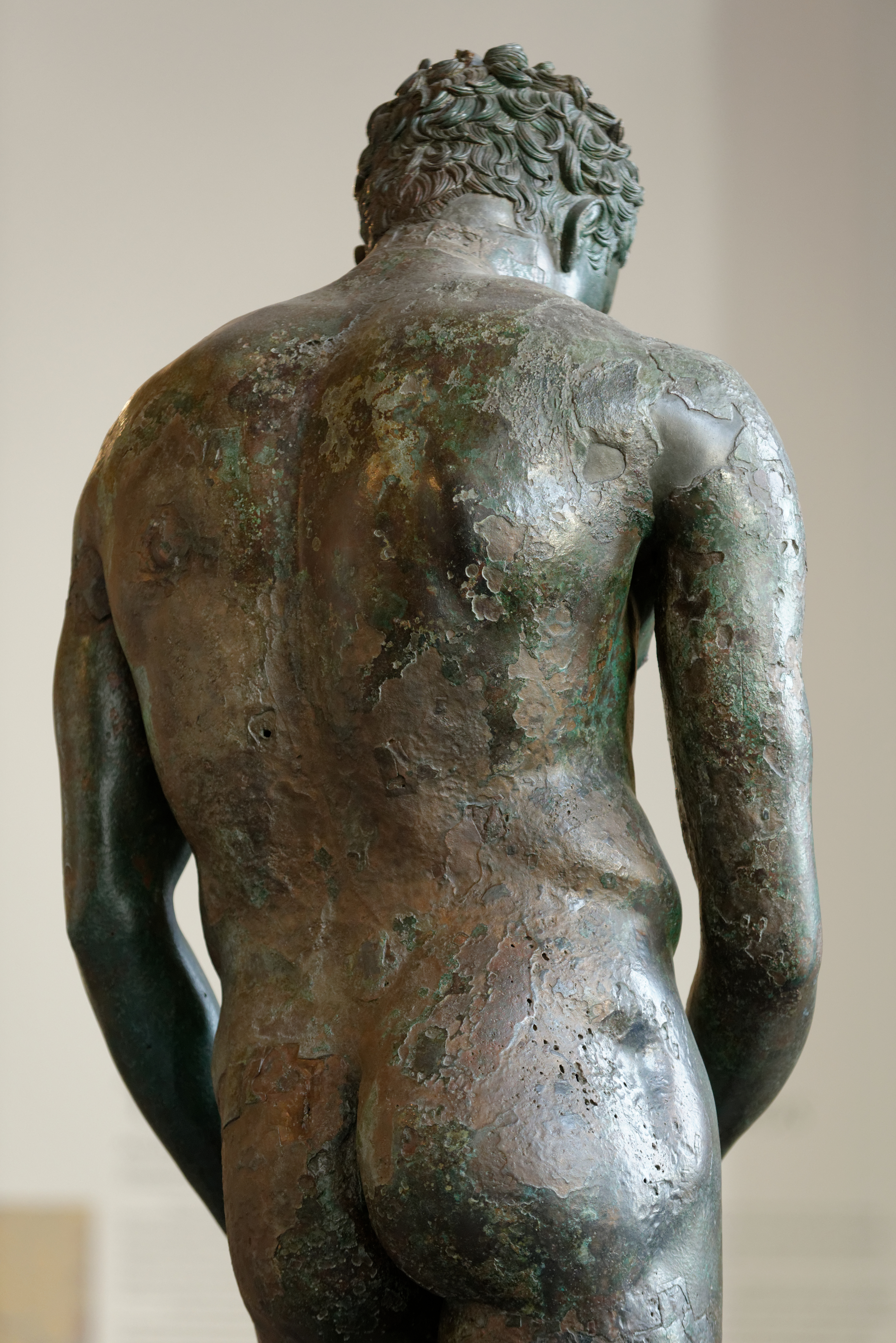
Tył posągu
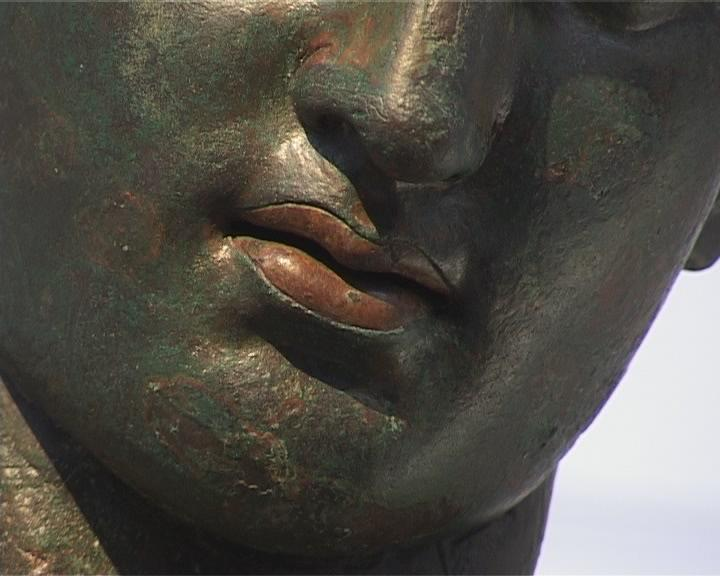
Miedziane usta